# Gymnosporia senegalensis
Gymnosporia senegalensis är en benvedsväxtart. Gymnosporia senegalensis ingår i släktet Gymnosporia och familjen Celastraceae.

## Underarter
Arten delas in i följande underarter:
- G. s. europaeus
- G. s. senegalensis

## Bildgalleri

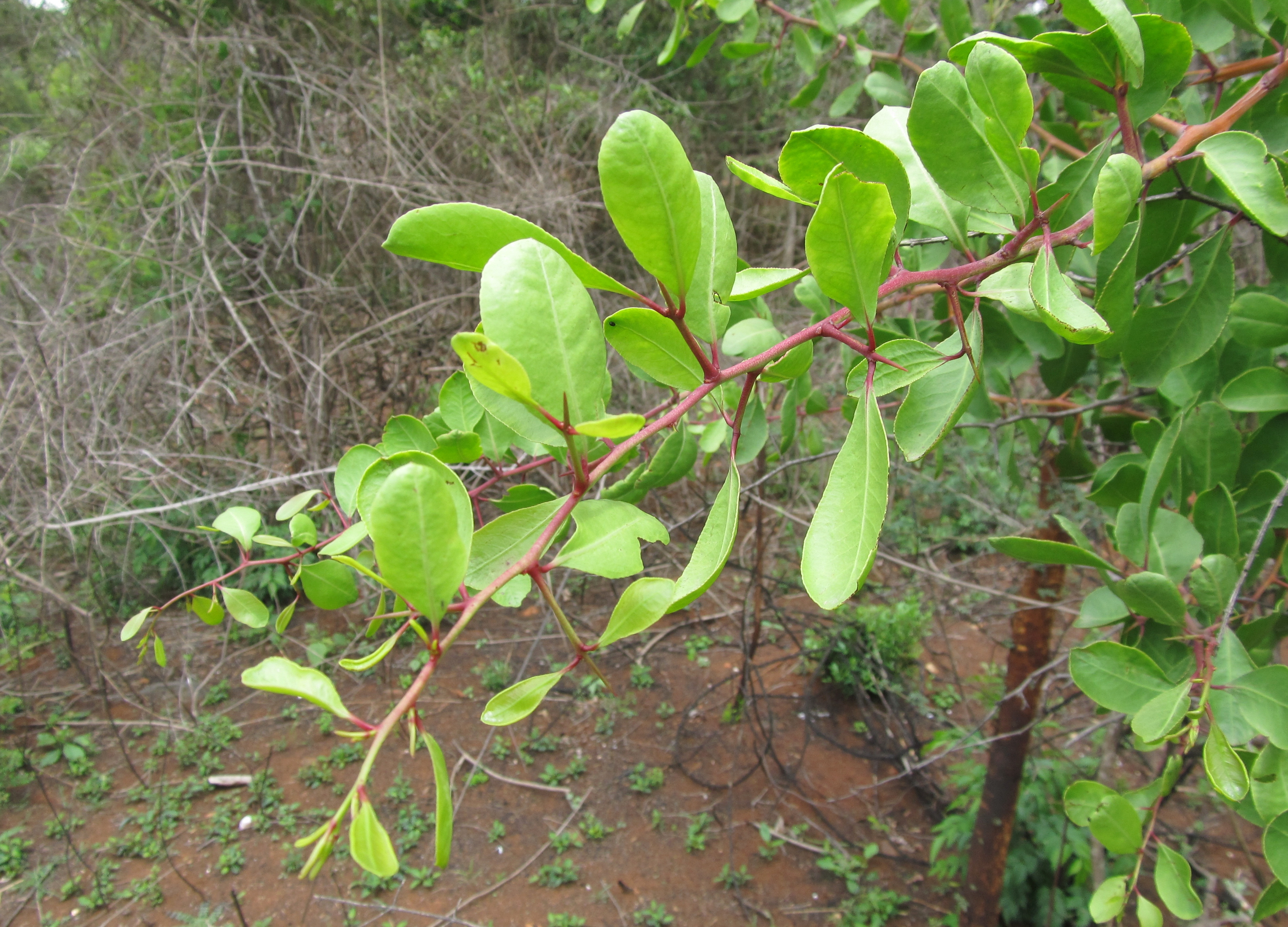